# زوجات مكفوفات
زوجات مكفوفات (بالإنجليزية: Blind Wives)‏ هو فيلم درامي أمريكي صامت عام 1920 أنتجته ووزعته شركة فوكس فيلم وأخرجه تشارلز برابين. يجمع المخرج برابين مع نجوم نجاحه السابق في فيلم بينما نيويورك نائمة، مارك ماكديرموت وإستيل تايلور. الفيلم مأخوذ عن مسرحية برودواي عام 1914 لإدوارد نوبلوك ، فستان سيدتي والتي لعبت دور البطولة فيها ماري بولاند. هذا الفيلم موجود في مطبوعات يملكها جورج إيستمان هاوس ومكتبة الكونغرس.

## روابط خارجية
- زوجات مكفوفات  في قاعدة بيانات الأفلام على الإنترنت (بالإنجليزية)
- زوجات مكفوفات على موقع أول موفي.